# Museu de Arte Turca e Islâmica
O Museu de Arte Turca e Islámica (em turco:  Türk ve İslam Eserleri Müzesi) é um museu situado na Praça Sultanahmet, no bairro de Eminönü, distrito de Fatih, Istambul, Turquia.
O museu está situado no antigo palácio de Ibraim Paxá, primeiro grão-vizir de Solimão, o Magnífico, construído em 1524.
O Museu de Arte Islâmica e Turca exibe quase todos os períodos e tipos de arte islâmica, tendo uma coleção com cerca de quarenta mil peças, cobrindo uma cronologia que abriga desde o Califado Omíada até à atualidade. Nesta coleção iniciada no inicio  do século XIX se expõem importantes exemplos de caligrafia islâmica e uma importante coleção de tapetes.
No rés-de-chão estão expostas peças etnográficas dos diferentes povos e etnias turcas, onde se destacam especialmente as partes dedicadas às tribos nómadas.
O Museu de Arte Islâmica e Turca traz uma mostra de cultura turca e islâmica. O edifício do museu foi construído em 1520 como um presente do Sultão Solimão para o Vizir Ibrahim Pasha. O Museu de Arte Islâmica e Turca exibe quase todos os períodos e tipos de arte islâmica, tendo uma coleção que excede a quarenta mil peças. 
Tapetes
A seção de tapetes do museu é muito vasta e faz o museu ser conhecido por "Museu do Tapete". A coleção conta com alguns dos mais antigos tapetes do mundo, tapetes raros seljúcidas, tapetes para oração e tapetes com figuras de animais datando do século XV, tapetes da Anatólia datados entre o século XV e XVII, tapetes iranianos e aucasianos e amostras de tapetes dos palácios.
Trabalhos em madeira 
A arte em madeira da Anatolia datada do Século IX e X, conhecida como a mais importante dessa coleção. Outros itens da arte dos Seljucas da Anatolia, trabalhos em madrepérola, marfim, conchas ornamentadas de trabalhos de madeira datados do Império Otomano, capas para o Alcorão, prateleiras e gavetas, estão expostas no local.
Arte talhada em pedras
Arte talhada vinda dos périodos Emevi, Abbasi, Memluk, Seljucas e Otomanos, como pedras com motivos de caça, figuras como esfinge, dragão, etc. 
Cerâmicas e Vidros
Cerâmicas do período Islâmico e peças em vidro que pertenceram aos principados da Anatolia, azulejos e cerâmica otomanas, peças do período seljúcida e ornamentos do palácio de Kilicaslan em Cônia. Alem, da coleção de peças em vidros e velas e amostras de arte do período Otomano desde o século IX até o XV.